# Jack Hillen
Jack Robert Hillen, född 24 januari 1986 i Minnetonka, Minnesota, är en amerikansk professionell ishockeyspelare som spelar för Carolina Hurricanes i National Hockey League (NHL). Han har tidigare spelat på NHL-nivå för New York Islanders, Nashville Predators och Washington Capitals och på lägre nivåer för Bridgeport Sound Tigers och Hershey Bears i American Hockey League (AHL), Colorado College Tigers (Colorado College) i National Collegiate Athletic Association (NCAA) och Tri-City Storm i United States Hockey League (USHL).
Hillen blev aldrig draftad av någon NHL-organisation.
Den 28 februari 2015 skickade Capitals iväg Hillen och ett fjärde draftval i 2015 års draft till Hurricanes i utbyte mot Tim Gleason.

## Statistik
| 2003–2004   | Tri-City Storm          | AHL         | 21  | 2  | 2  | 4  | 16  | 8 | 0 | 1 | 1 | 4 |
| 2004–2005   | Colorado College Tigers | NCAA        | 30  | 2  | 9  | 11 | 20  | — | — | — | — | — |
| 2005–2006   | Colorado College Tigers | NCAA        | 42  | 4  | 9  | 13 | 48  | — | — | — | — | — |
| 2006–2007   | Colorado College Tigers | NCAA        | 38  | 7  | 8  | 15 | 38  | — | — | — | — | — |
| 2007–2008   | New York Islanders      | NHL         | 2   | 0  | 1  | 1  | 4   | — | — | — | — | — |
|             | Colorado College Tigers | NCAA        | 41  | 6  | 31 | 37 | 60  | — | — | — | — | — |
| 2008–2009   | New York Islanders      | NHL         | 40  | 1  | 5  | 6  | 16  | — | — | — | — | — |
|             | Bridgeport Sound Tigers | AHL         | 33  | 4  | 13 | 17 | 31  | — | — | — | — | — |
| 2009–2010   | New York Islanders      | NHL         | 69  | 3  | 18 | 21 | 44  | — | — | — | — | — |
| 2010–2011   | New York Islanders      | NHL         | 64  | 4  | 18 | 22 | 45  | — | — | — | — | — |
| 2011–2012   | Nashville Predators     | NHL         | 55  | 2  | 4  | 6  | 20  | 2 | 0 | 0 | 0 | 2 |
| 2012–2013   | Washington Capitals     | NHL         | 23  | 3  | 6  | 9  | 14  | 7 | 0 | 1 | 1 | 6 |
| 2013–2014   | Washington Capitals     | NHL         | 13  | 0  | 1  | 1  | 4   | — | — | — | — | — |
|             | Hershey Bears           | AHL         | 2   | 0  | 2  | 2  | 0   | — | — | — | — | — |
| 2014–2015   | Washington Capitals     | NHL         | 34  | 0  | 5  | 5  | 10  | — | — | — | — | — |
| NHL totalt  | NHL totalt              | NHL totalt  | 300 | 13 | 58 | 71 | 157 | 9 | 0 | 1 | 1 | 8 |
| AHL totalt  | AHL totalt              | AHL totalt  | 35  | 4  | 15 | 19 | 31  | 5 | 0 | 2 | 2 | 2 |
| NCAA totalt | NCAA totalt             | NCAA totalt | 151 | 19 | 57 | 76 | 166 | — | — | — | — | — |
| NCAA totalt | NCAA totalt             | NCAA totalt | 21  | 2  | 2  | 4  | 16  | 8 | 0 | 1 | 1 | 4 |